# Eilema postgrisescens
Eilema postgrisescens là một loài bướm đêm thuộc phân họ Arctiinae, họ Erebidae.